# Darassun

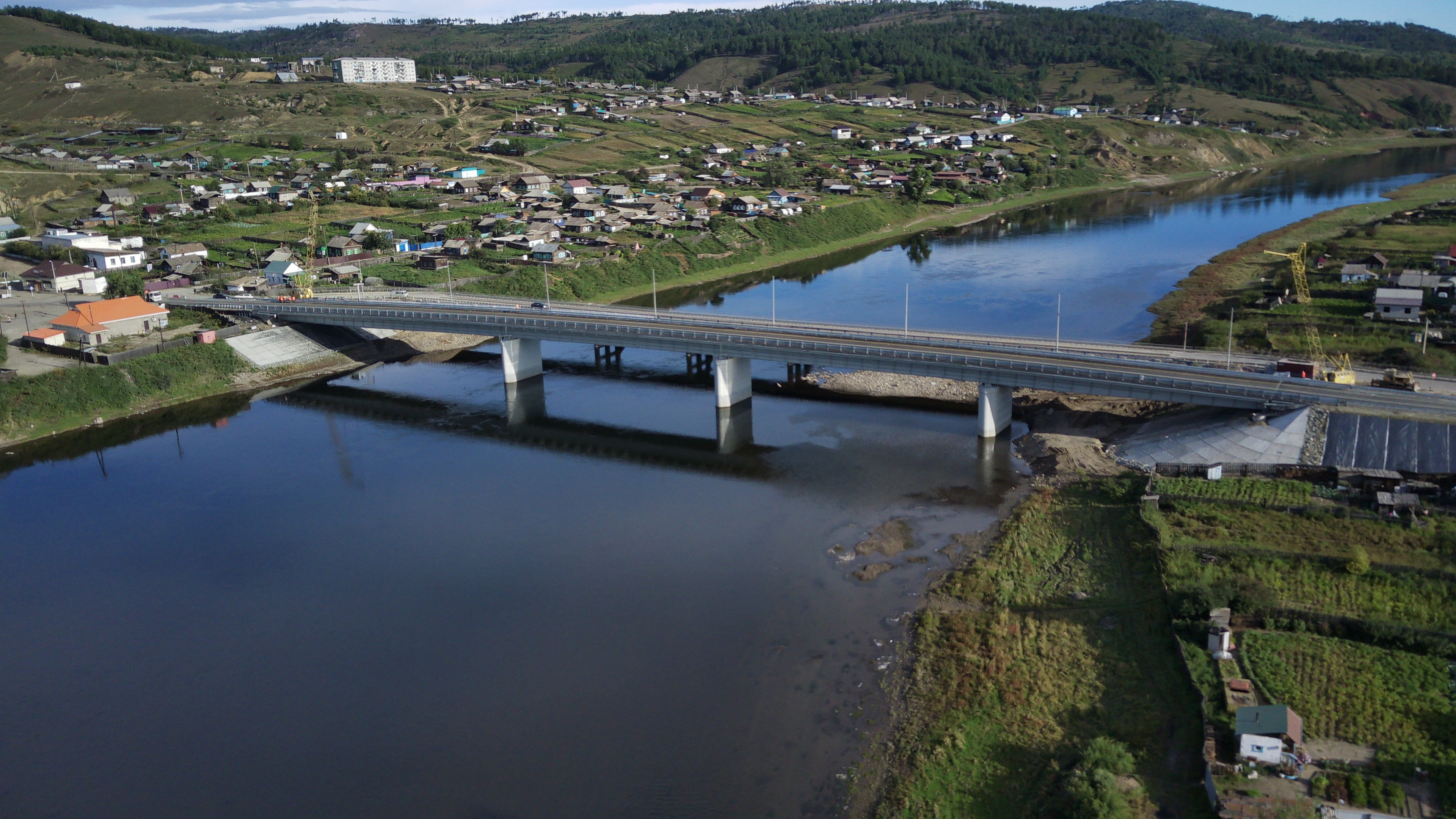
Darassun, neue Brücke (2022)

Darassun (russisch Дарасу́н) ist eine Siedlung städtischen Typs in der Region Transbaikalien in Russland mit 7325 Einwohnern (Stand 14. Oktober 2010).

## Geographie
Der Ort liegt gut 50 km Luftlinie südöstlich der Regionshauptstadt Tschita. Er befindet sich zu beiden Seiten des Amur-Quellflusses Ingoda, am östlichen Fuß des dort gut 1000 m hohen Hauptkammes des Daurischen Gebirges (Daurski chrebet).
Darassun gehört zum Rajon Karymski und liegt 25 km westlich von dessen Verwaltungszentrum Karymskoje. Die Siedlung ist Sitz und einzige Ortschaft der Stadtgemeinde Darassunskoje gorodskoje posselenije.

## Geschichte
Ein Dorf an der Stelle der heutigen Siedlung ist seit dem 18. Jahrhundert bekannt, als es in den Reisebeschreibungen von Johann Georg Gmelin und Stepan Krascheninnikow (in den 1730er Jahren) sowie Peter Simon Pallas (in den 1770er-Jahren) als Kosakenansiedlung Charamgut oder Chara-Mangut, später auch Anadsikanskaja erwähnt wurde. Als vermutliches Gründungsjahr gilt 1710.
Im 20. Jahrhundert trug der Ort den Namen Ulsutujewo, bis 1950 die Umbenennung in Darassun erfolgte, in Bezug auf den gut 50 km südlich gelegenen Kurort-Darassun. Seit 1951 besitzt Darassun den Status einer Siedlung städtischen Typs.

### Bevölkerungsentwicklung
| Jahr | Einwohner |
| ---- | --------- |
| 1959 | 9.000     |
| 1970 | 10.395    |
| 1979 | 9.929     |
| 1989 | 9.635     |
| 2002 | 8.106     |
| 2010 | 7.325     |

Anmerkung: Volkszählungsdaten

## Verkehr
Darassun liegt an der Transsibirischen Eisenbahn (Streckenkilometer 6264 ab Moskau), die auf diesem Abschnitt 1897 eröffnet und 1973 elektrifiziert wurde.
In der Siedlung kreuzt die Fernstraße A350, die Tschita mit der Grenze zur Volksrepublik China bei Sabaikalsk verbindet, die Ingoda. In Darassun zweigt eine Straße ab, die dem Fluss und der Bahnstrecke über Karymskoje in Richtung Perwomaiski und Schilka folgt, sowie einige Kilometer südlich die A167 über Kurort-Darassun  – Duldurga  – Akscha zur mongolischen Grenze in Richtung Tschoibalsan.